# Нойкаттаро
Нойкаттаро (итал. Noicattaro) — коммуна в Италии, располагается в регионе Апулия, в провинции Бари.
Население составляет 24 379 человек (2008 г.), плотность населения составляет 577 чел./км². Занимает площадь 41 км². Почтовый индекс — 70016. Телефонный код — 080.
Покровителями коммуны почитаются Пресвятая Богородица (Madonna del Carmine), празднование в первое воскресение после 16 июля, и святой Иосиф Обручник.

## Демография
Динамика населения:

## Администрация коммуны
- Официальный сайт: http://www.comune.noicattaro.bari.it